# Deutsches Steinzeug

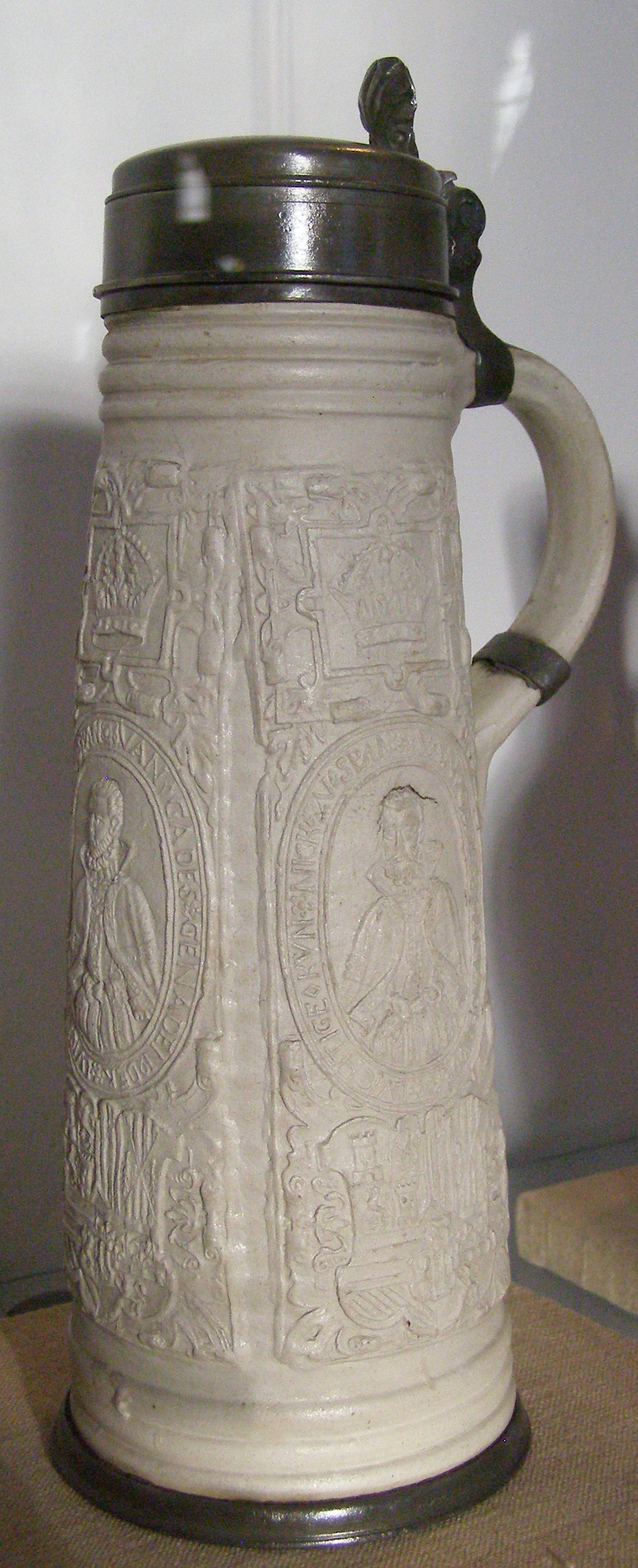
Siegburger Schnelle mit dem Porträt des spanischen Königs Philipp II., um 1570, heute im Muzeum Narodowe in Gdańsk

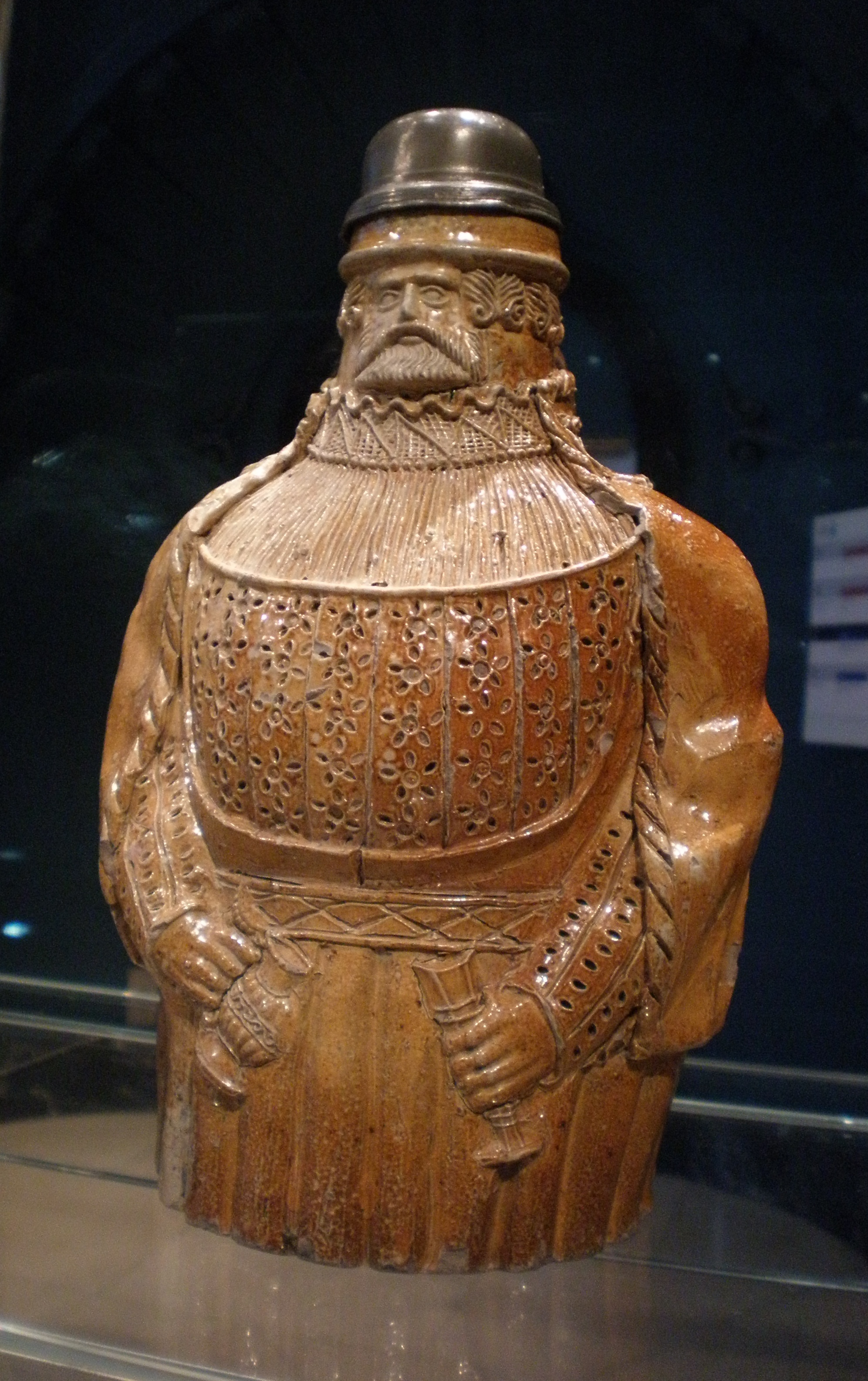
Kölner Bartmannskrug (um 1525/50), heute im Victoria and Albert Museum in London.

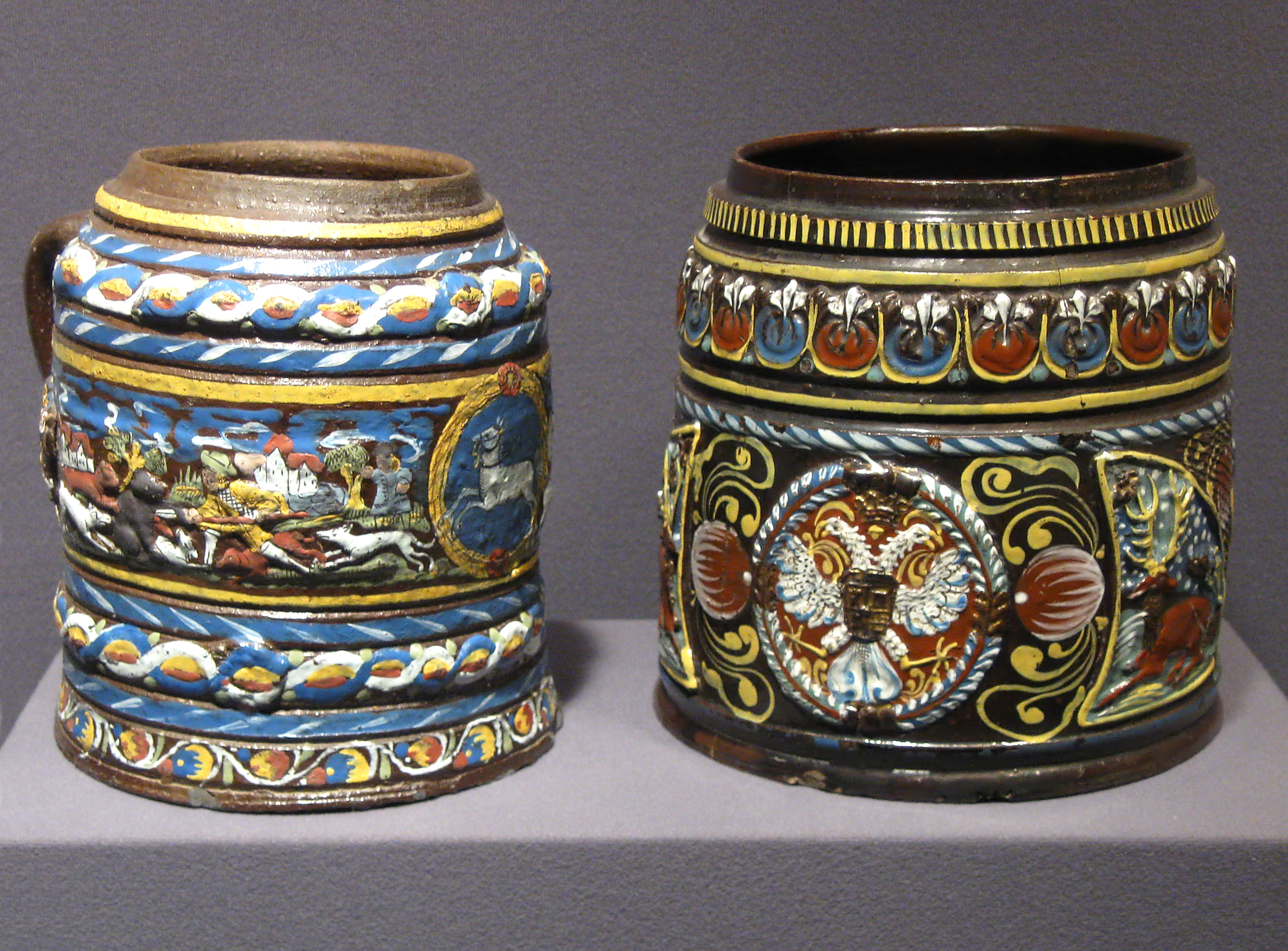
Zwei farbig verzierte zylindrische Krüge aus Creußen aus dem 17. Jahrhundert aus dem Anthropologischen Museum Vancouver

Deutsches Steinzeug hat eine lange Tradition und fand nahezu in ganz Europa, Nordamerika und auch darüber hinaus Verbreitung. Seit etwa der Zeit um 1300 wurde Steinzeug im deutschsprachigen Raum produziert.
Die Produktion von Steinzeug wurde insbesondere in zwei größeren Regionen besonders betrieben. Das ältere Zentrum war im Westen. Erstes Zentrum wurde die Stadt Siegburg (Siegburger Steinzeug). Um 1500 wurde in Köln (Kölner Steinzeug), das als Handelszentrum vielen Einflüssen ausgesetzt war, Steinzeug mit aufgesetzten Ornamenten entwickelt. Aufgrund verschiedener Restriktionen, etwa wegen der Verschmutzung und der Brandgefahr in der Stadt, ging die Zentrumsfunktion auf mehrere andere Orte, Raeren (Raerener Steinzeug), Siegburg und Frechen (Frechener Steinzeug). Weitere Zentren im Rheinland und im weiteren Umkreis  waren Aachen (Aachener Steinzeug), Langerwehe (Langerweher Steinzeug), Elmpt (Elmpter Steinzeug), Paffrath (Paffrather Steinzeug) sowie Bouffioulx (Bouffioulxer Steinzeug), das wie Raeren im heutigen Belgien liegt und als die westlichste Produktionsstätte deutscher Steinzeugproduktion gilt. In Folge des Truchsessischen Krieges wanderten mehrere der führenden Töpferfamilien aus Siegburg und Raeren in den Westerwald ab, wo sich ein weiteres Zentrum der Steinzeugproduktion (Westerwälder Steinzeug) herausbildete und dabei auf eine kleine seit dem Mittelalter bestehende Steinzeugproduktion traf. Die Bedeutung war so immens, dass mit der Bezeichnung Kannenbäckerland noch heute eine Region des Westerwaldes nach der Steinzeugproduktion benannt ist.
Ein weiterer Produktionsmittelpunkt bildete sich ebenfalls schon im 14. Jahrhundert in Sachsen heraus. Zentren waren Bautzen (Bautzener Steinzeug), Bunzlau (Bunzlauer Steinzeug), Bürgel (Bürgeler Steinzeug), Dippoldiswalde (Dippoldiswalder Steinzeug), Hohenleipisch (Hohenleipischer Steinzeug), Muskau (Muskauer Steinzeug), Schmiedeberg (Schmiedeberger Steinzeug) und Waldenburg (Waldenburger Steinzeug). Südwestlich davon wurde im nordfränkischen Creußen (Creußener Steinzeug), dessen Produktion Ähnlichkeiten zu Dippoldiswalde aufweist, ebenfalls Steinzeug hergestellt.

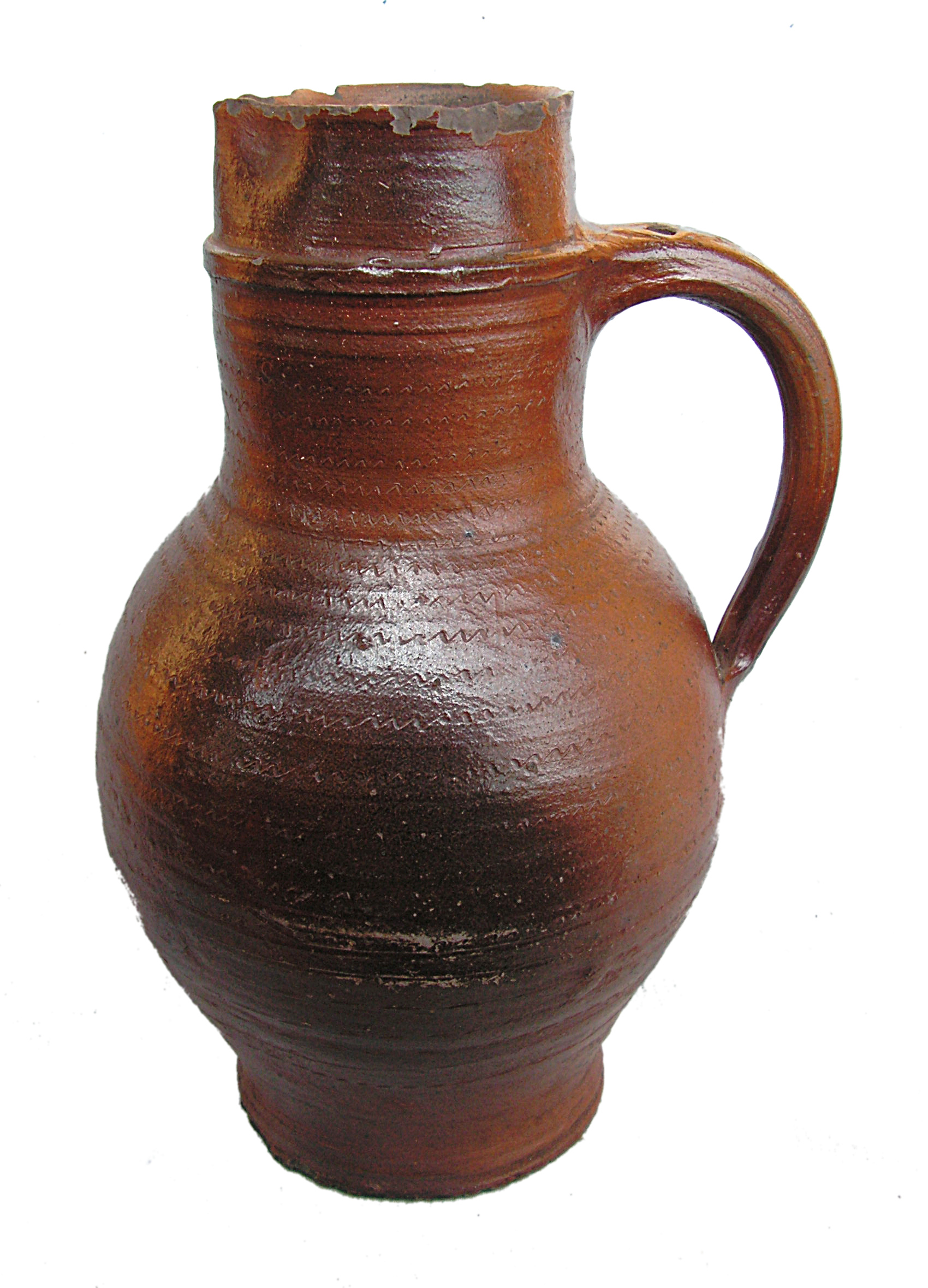
Halskrug aus Steinzeug, Peterskirchen

In Niederbayern wurde im Rottal neben anderen Keramiken auch Steinzeug hergestellt. Besonders bekannt ist der Hafnerort Peterskirchen. Diese Produktion wurde durch aus dem Westerwald ab dem Jahre 1746 eingewanderte Handwerker begründet.
Weitere lokale Produktionszentren lagen im Münsterland, in Hessen, in Limburg sowie in Österreich. Gegen Ende des 19. Jahrhunderts kam die Produktion nach schon vorherigen wirtschaftlichen Problemen zum Ende. In allen Zentren wurden spezifische regionale Formen produziert, der Formenreichtum war mannigfaltig. Neben der Produktion für den regionalen Markt wurde deutsches Steinzeug auch in weitere Regionen, insbesondere Nord- und Westeuropa, aber auch Nord- und Mittelamerika, Australien und Südostasien exportiert oder kam auf Schiffen als beliebtem Transportmittel für Waren oder Schiffsbedarf dorthin. Deutsches Steinzeug gilt als eine der verbreitetsten Keramikarten weltweit überhaupt. Krüge, Humpen und Flaschen, aber auch Schüsseln waren die Leitformen.